# Thomas Rasmussen
Thomas Rasmussen (Copenaghen, 16 aprile 1977) è un calciatore danese, difensore del Lyngby.